# Сєрогін Андрій Олександрович
Андрій Олександрович Сєрогін (біл. Андрэй Аляксандравіч Сярогін; нар. 15 серпня 1976, Євпаторія, УРСР) — білоруський футболіст, виступав на позиції нападника.

## Життєпис
Вихованець СДЮШОР-5 Берестя. Клубну кар'єру починав у «Зорі» (Язили). Далі грав за «Будівельник» (Старі Дороги). У 1997 році перебрався на правах оренди в «Тюмень», належачи московському «Спартаку». Дебютував за клуб 9 липня того року в виїзному матчі проти «Шинника», вийшовши на заміну Олександру Павленко. У 1998 році перейшов в український «Чорноморець», ставши першим білоруським легіонером в історії клубу. Дебютував у футболці «моряків» 9 березня 1998 року в програному (0:3) виїзному поєдинку 1/8 фіналу кубку України проти охтирського «Нафтовика». Андрій вийшов у стартовому складі та відіграв увесь матч. Єдиним голами в футболці «Чорноморця» відзначився 13 березня 1998 року на 30-й та 33-й хвилинах переможного (5:0) домашнього поєдику матчі-відповіді 1/8 фіналу кубку України проти «Нафтовика». Серогін вийшов на поле в стартовому складі та відіграв увесь матч. У Вищій лізі чемпіонату України дебютував 17 березня 1998 року в програному (0:2) виїзному поєдинку 16-о туру проти дніпропетровського «Дніпра». Сергій вийшов у стартовому складі та відіграв увесь матч. За «Чорноморець» у Вищій лізі зіграв 10 матчів, ще 3 поєдинки (2 голи) провів у кубку України. Після чого грав за російські клуби «Сатурн», «Спартак-Чукотка» і смоленський «Кристал». У 2001 повернувся в Білорусь, де грав за мінське «Динамо» і солігорський «Шахтар», вважаючи ці етапи найяскравішими моменти за кар'єру. У 2004 році перейшов у «Восток». Далі грав за «Орел». У 2005 році виступав за «Жетису». Завершив кар'єру в «СКА-Енергії».

## Досягнення
- Кубок Білорусі
  -  Володар (1): 2003/04